# باولو ألفيس
باولو ألفيس (بالبرتغالية: Paulo Lourenço Martins Alves) (10 ديسمبر 1969 بفيلا ريال في البرتغال - ) هو مدرب كرة قدم ولاعب كرة قدم برتغالي في مركز الهجوم، شارك في الألعاب الأولمبية الصيفية 1996. وشارك مع منتخب البرتغال تحت 20 سنة لكرة القدم ومنتخب البرتغال تحت 21 سنة لكرة القدم ومنتخب البرتغال لكرة القدم. أما مع النوادي، فقد لعب مع سبورتينغ براغا وسبورتينغ لشبونة ونادي باستيا ونادي بورتو ونادي جل فيسنتي ونادي ماريتيمو ووست هام يونايتد ويو دي ليريا ونادي تيرسينس ‏.

## مسيرته الكروية
لعب باولو ألفيس خلال مسيرته الاحترافية مع 8 أندية في تسعة عشر موسمًا وسجل خلالها 105 هدف ضمن 402 مباراة. ولم يفز بأي موسم بالكأس أو بالدوري.
خاض باولو ألفيس مسيرته مع نادي جل فيسنتي في موسم 1988–89 في المرة الأولى واستمر معه طيلة ثلاثة مواسم ثم في موسم 2001–02 ليلعب معه أربعة مواسم، مشاركًا طوالها في 155 مباراة سجل خلالها 43 هدفًا. ثم انتقل إلى نادي تيرسينس ‏ في موسم 1991–92 لمدة موسم واحد، حيث شارك في 33 مباراة سجل خلالها 8 أهداف. لينتقل بعدها إلى نادي ماريتيمو في موسم 1992–93 واستمر معه طيلة ثلاثة مواسم، مشاركًا في 73 مباراة سجل خلالها 21 هدفًا. ثم انتقل إلى نادي سبورتينغ لشبونة في موسم 1995–96 واستمر معه طيلة ثلاثة مواسم، مشاركًا في 68 مباراة سجل خلالها 22 هدفًا. هذا وانتقل لاحقًا إلى نادي وست هام يونايتد في موسم 1997–98 لمدة موسم واحد، مشاركًا في 4 مباريات ولم يسجل أي هدف. ثم انتقل بعدها إلى نادي باستيا في موسم 1998–99 لمدة موسم واحد، مشاركًا في 19 مباراة سجل خلالها 3 أهداف. ليعود وينتقل من جديد، لكن هذه المرة إلى نادي أونياو ليريا في موسم 1999–00 ولمدة موسمين، مشاركًا في 46 مباراة سجل خلالها 8 أهداف.

## وصلات خارجية
- باولو ألفيس على موقع الاتحاد الدولي (مؤرشف)  (الإنجليزية)
- باولو ألفيس على موقع الاتحاد الأوربي (الإنجليزية)
- باولو ألفيس على موقع قاعدة بيانات كرة القدم.إي يو (الإنجليزية)
- باولو ألفيس على موقع ناشيونال فوتبول تيمز (الإنجليزية)
- باولو ألفيس على موقع Soccerbase.com (لاعب) (الإنجليزية)
- باولو ألفيس على موقع Soccerway.com (الإنجليزية)
- باولو ألفيس على موقع عالم كرة القدم.نت (الإنجليزية)
- باولو ألفيس على موقع أوليمبيديا (الإنجليزية)